# Procedura uproszczona
Procedura uproszczona – procedura ta umożliwia zastąpienie tradycyjnego zgłoszenia celnego elektronicznym powiadomieniem urzędu celnego o dostarczeniu towarów do miejsca, w którym wykonywane są czynności wynikające ze stosowania procedury uproszczonej. 
Procedura uproszczona odnosi się do upraszczania czynności niezbędnych do objęcia towarów procedurą celną, nie dotyczy ona stosowania samej procedury i jej procesu. Skutkiem ułatwień związanych ze stosowaniem uproszczeń jest przede wszystkim możliwość szybkiego dysponowania towarem. Procedurę uproszczoną może stosować osoba, która nigdy nie naruszyła przepisów celnych ,gwarantuje prawidłowe stosowanie procedury celnej oraz prowadzi dokładną księgowość, która pozwoli organom celnym na jej dokładną i skuteczna kontrolę. Towar umieszczony pod wspólną czy też wspólnotową procedurą tranzytową jest regularnie nadawany lub odbierany.
Źródła prawa procedur uproszczonych przepisów wspólnotowych znajdują się w:
1. Art. 76 Wspólnotowy Kodeks Celny Wspólnotowym Kodeksie Celnym (Rozporządzenie Rady (EWG) Nr 2913/92 z dnia 12 października 1992 r. ustanawiające Wspólnotowy Kodeks Celny)
2. Art. 253 – 289, 372-378, 398-450, 793 Rozporządzenia Wykonawczego (rozporządzenie Komisji (EWG) Nr 2454/93 z dnia 2 lipca 1993 r. ustanawiające przepisy w celu wykonania rozporządzenia Rady EWG) Nr 2913/92 ustanawiające Wspólnotowy Kodeks Celny).